# شينجي فوجييوشي
شينجي فوجييوشي (باليابانية: 藤吉 信次) (3 أبريل 1970 في ماتشيدا في اليابان – )؛ هو لاعب كرة قدم ياباني سابق كان يلعب كمهاجم.

## وصلات خارجية
- شينجي فوجييوشي على موقع رابطة كرة القدم اليابانية للمحترفين (اليابانية)
- شينجي فوجييوشي على موقع قاعدة بيانات كرة القدم.إي يو (الإنجليزية)
- شينجي فوجييوشي على موقع عالم كرة القدم.نت (الإنجليزية)